# Inna Xevtxenko
Inna Xevtxenko (Kherson, Ucraïna, 23 de juny del 1990) és una activista cofundadora del grup feminista radical Femen juntament amb Anna Hutsol, Oksana Xatxkò i Aleksandra Xevtxenko. Viu a París des de juliol del 2013.

## Biografia
Inna Xevtxenko nasqué en una ciutat d'Ucraïna anomenada Kherson.
Segons refereix, solia posar-se de xiqueta pantalons i esportives, perquè odiava els vestits, la qual cosa exasperava la seua mare, que era cap de cuina d'un restaurant abans de ser cuinera d'un menjador universitari. Son pare era un oficial del Ministeri de l'Interior.
Com a delegada del curs en primària, va dur a terme la primera «campanya electoral» de la seva vida, i la triaren per majoria. Cap als catorze anys volgué ser la presidenta del col·legi. Va ser la seua primera experiència política i coincideix amb la campanya electoral del 2004 (els dos principals candidats a la presidència d'Ucraïna foren Víktor Iúsxenko i Víktor Ianukòvitx, al qual donava suport el president sortint Leonid Kutxma).
L'anunci de la victòria de Ianukòvitx causà una revolta a Kíiv i províncies, que es coneix amb el nom de Revolució taronja. En aquells dies, Inna va comprendre què era l'activisme polític.

### Femen

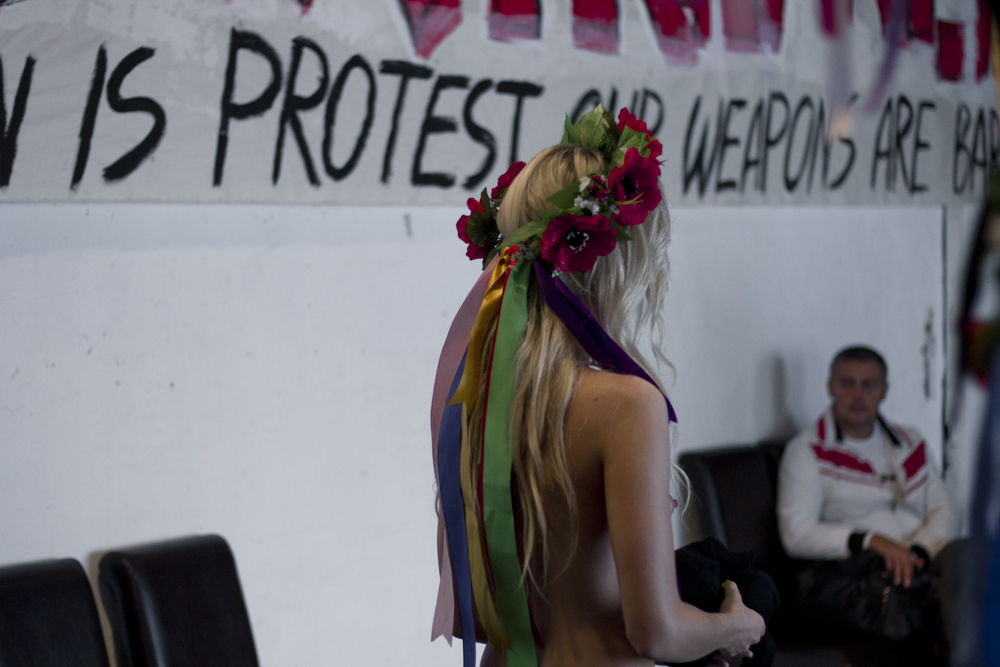
Inna Xevtxenko a París (setembre de 2012)

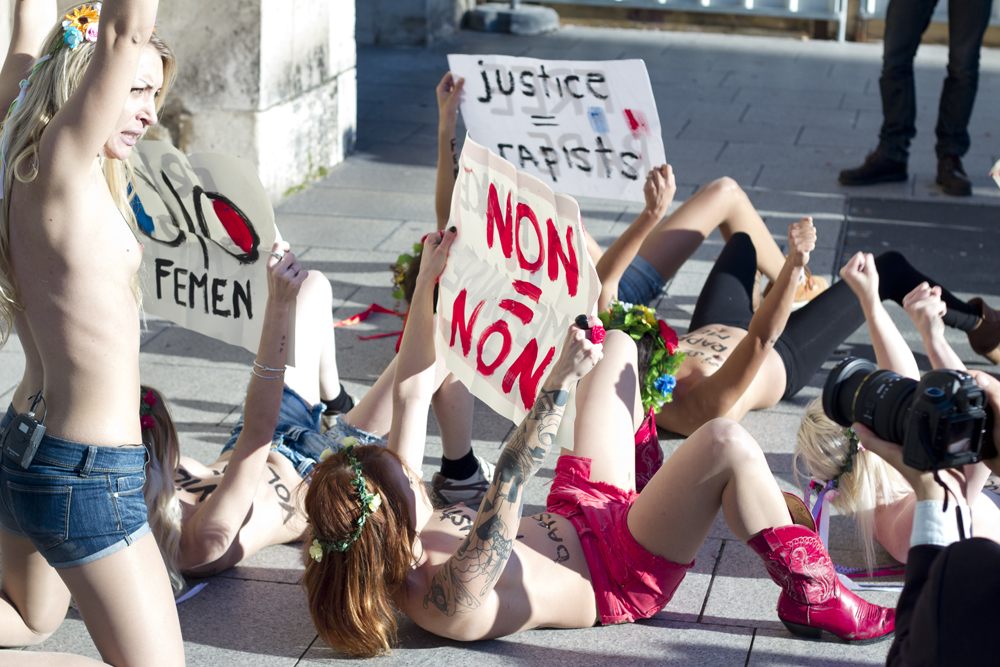
Inna Xevtxenko en un acte de protesta davant el Ministeri de Justícia de França (15 d'octubre de 2012)

Va conèixer Anna Hutsol, Oksana Xatxkò i Aleksandra Xevtxenko al 2008 mentre planejaven un acte de protesta contra la prostitució. Així conegué el nom de Femen.

### Contra el cristianisme
El 17 d'agost del 2012, després de la detenció a Moscou del grup Pussy Riot, tallà amb una motoserra la creu de cinc metres al costat del monument als catòlics d'Europa de l'Est, víctimes de la repressió soviètica. Després de destrossar la creu, Inna adoptà la postura de Jesús crucificat.

### Contra l'islam
El 26 d'octubre del 2012, en una entrevista en directe en la cadena de televisió Al Jazeera, li preguntaren què era millor per a les dones, el nudisme o la paranja, i Inna va respondre llevant-se la samarreta i ensenyant les mamelles. L'emissió fou interrompuda immediatament.

## Icona femenina
El desembre del 2012, la revista francesa Madame Figaro la inclogué en la seua llista mundial de vint dones més representatives de l'any.
Segons els dissenyadors del segell amb l'efígie de Marianne emés a l'estat francés el juliol del 2013, David Kawena i Olivier Ciappa, la seua font d'inspiració «havia estat una barreja de diferents dones, però, en especial, Inna Xevtxenko, cofundadora de Femen». Inna va comentar: 
| « | Així, tots els homòfobs, extremistes i feixistes m'hauran de llepar el cul quan vulguen enviar una carta | » |

## Filmografia
- Títol original: Nos seins, nos armes Any: 2013. Direcció: Caroline Fourest, Nadia El Fani.[14]
- Títol original: Everyday Rebellion Any: 2013. Adreça: Arash T. Riahi, Armen T. Riahi.
- Títol original: Ukraine Is Not a Brothel Any: 2013. Direcció: Kitty Green.
- El 2014, va protagonitzar amb Anna Hutsol, Oksana Xatxkò i Aleksandra Xevtxenko el documental Je suis FEMEN, dirigit pel cineasta Alain Margot.[15]